# Lastoursville

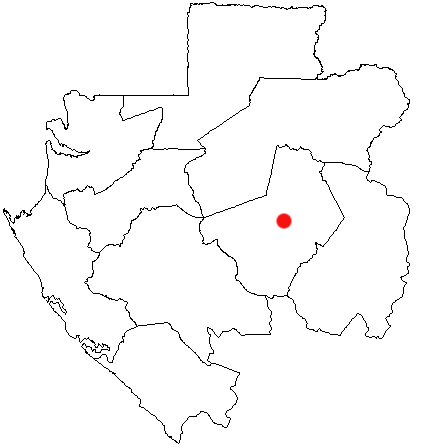
Localização de Lastoursville.

Lastoursville é a segunda maior cidade da província de Ogooué-Lolo e a capital do departamento de Mouloundou, no Gabão. No último censo realizado em 1993 possuía 6.053 habitantes.